# 순서수 정의 가능 집합
집합론에서 순서수 정의 가능 집합(順序數定義可能集合, 영어: ordinal-definable set)은 유한 개의 순서수를 포함하는 1차 논리 공식으로 정의할 수 있는 집합이다.

## 정의
다음 성질을 만족시키는 집합 {\displaystyle S}를 순서수 정의 가능 집합이라고 한다.
- 순서수 {\displaystyle \alpha } 및 순서수의 유한열 {\displaystyle \beta _{1},\dots ,\beta _{n}} 및 {\displaystyle n+1}개의 자유 변수를 갖는 1차 논리 공식 {\displaystyle \phi \in \langle \in \rangle }이 존재하며, {\displaystyle \{T\in V_{\alpha }\colon \phi (T,\beta _{1},\dots ,\beta _{n})\}=\{S\}}이다.

순서수 정의 가능 집합의 고유 모임을 {\displaystyle \operatorname {OD} }라고 한다.
계승적 순서수 정의 가능 집합(繼承的順序數定義可能集合, 영어: hereditarily ordinal-definable set)은 모든 부분집합이 계승적 순서수 정의 가능 집합인 순서수 정의 가능 집합이다. 계승적 순서수 정의 가능 집합의 고유 모임을 {\displaystyle \operatorname {HOD} }라고 한다.

## 성질
계승적 순서수 정의 가능 집합의 고유 모임은 선택 공리를 추가한 체르멜로-프렝켈 집합론의 모형이다. (계승적) 순서수 정의 가능 집합의 성질은 절대적이지 않다. 즉, 순서수 정의 가능 집합이 내부 모형에서는 더 이상 순서수 정의 가능하지 않을 수 있다.
만약 구성 가능성 공리를 가정한다면, 모든 집합은 계승적 순서수 정의 가능 집합이다.
모든 집합이 (계승적) 순서수 정의 가능 집합이라는 공리는 보통 {\displaystyle V=\operatorname {OD} } 또는 {\displaystyle V=\operatorname {HOD} }로 쓴다. 이 공리는 (구성 가능성 공리와 달리) 거의 모든 알려진 큰 기수 공리와 무모순적이며, 또한 선택 공리를 함의한다.

## 역사
쿠르트 괴델이 1946년에 도입하였다.